# Wilhelm Exner

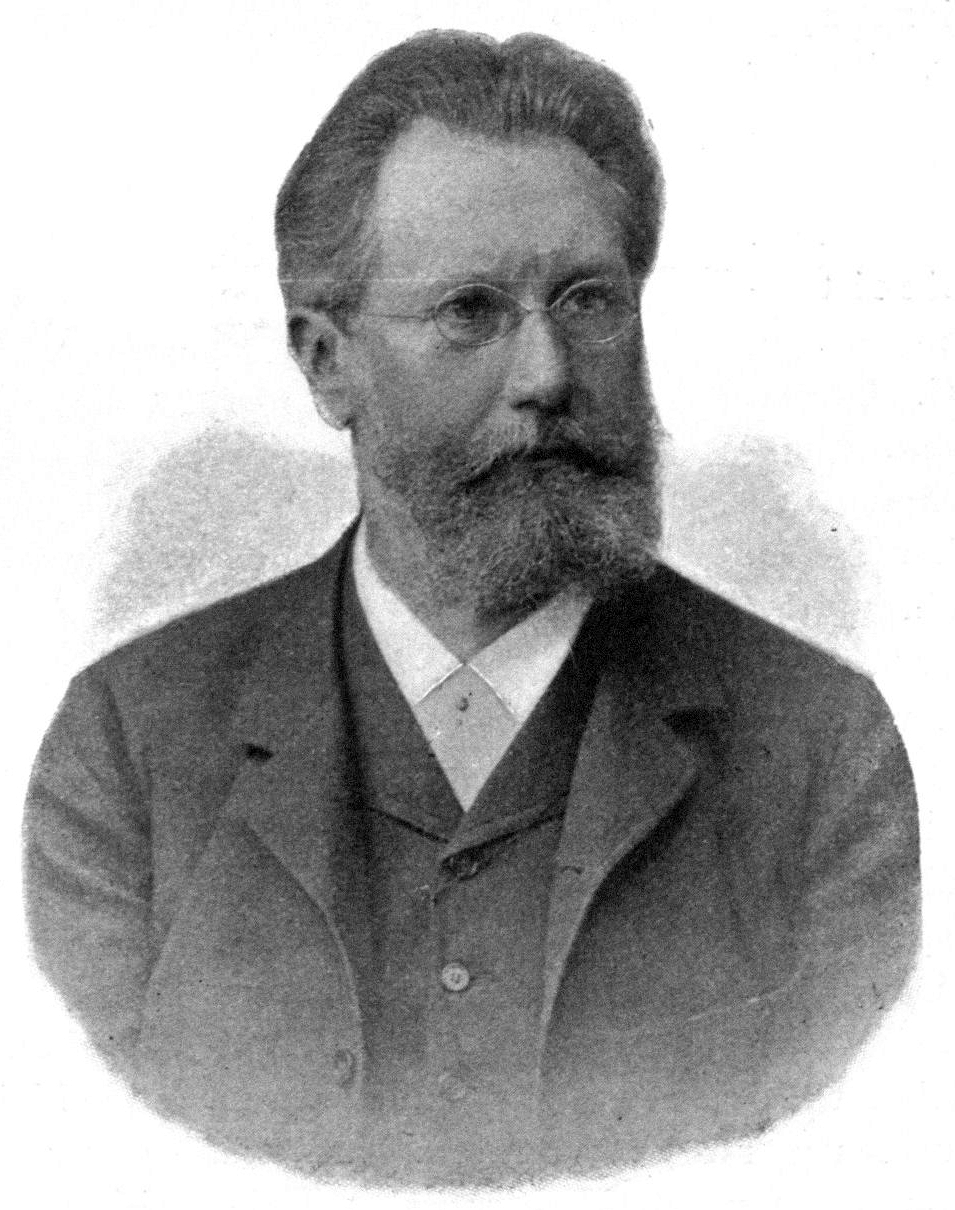
Wilhelm Exner (1900)

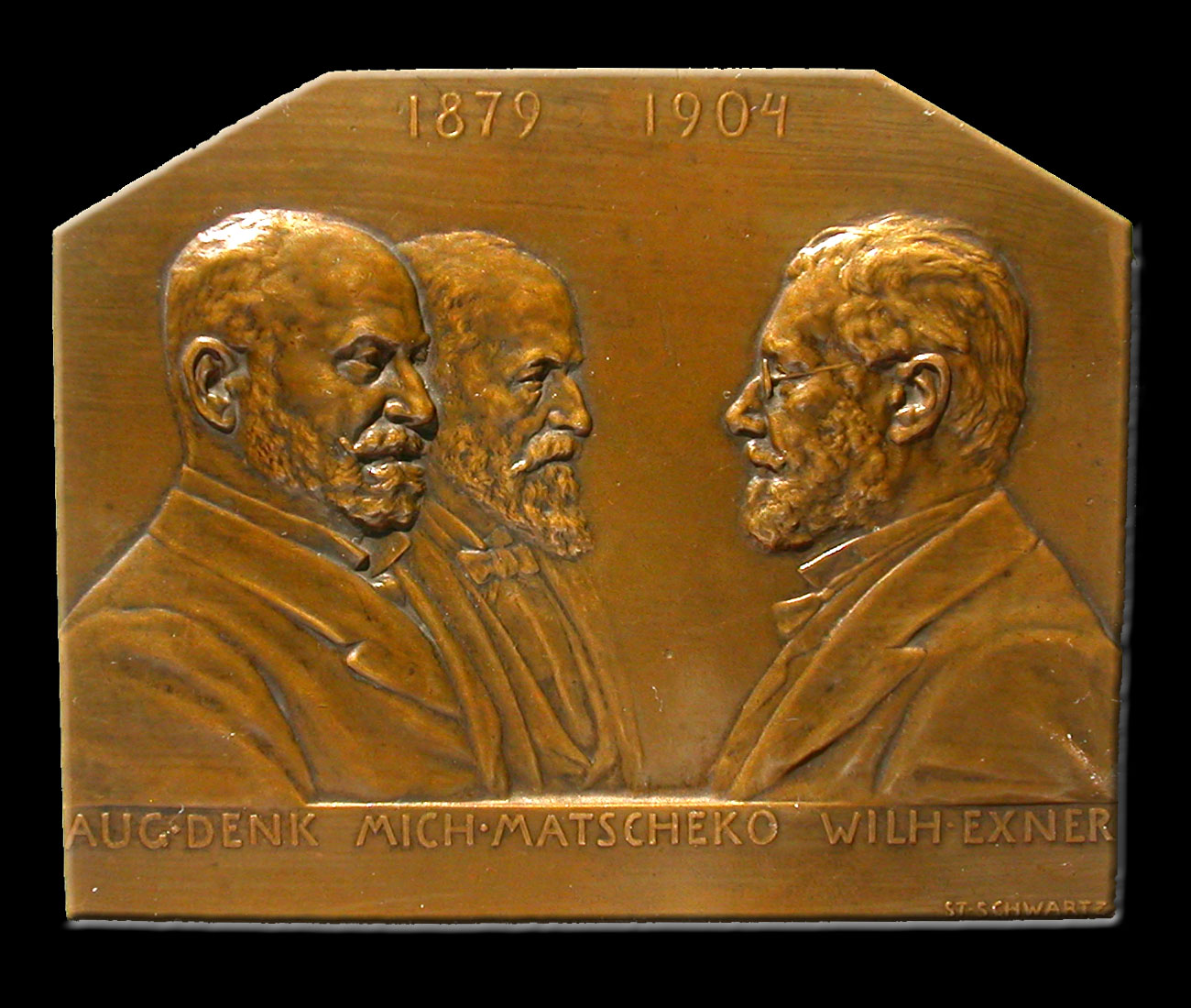
Denk, Matscheko, Exner

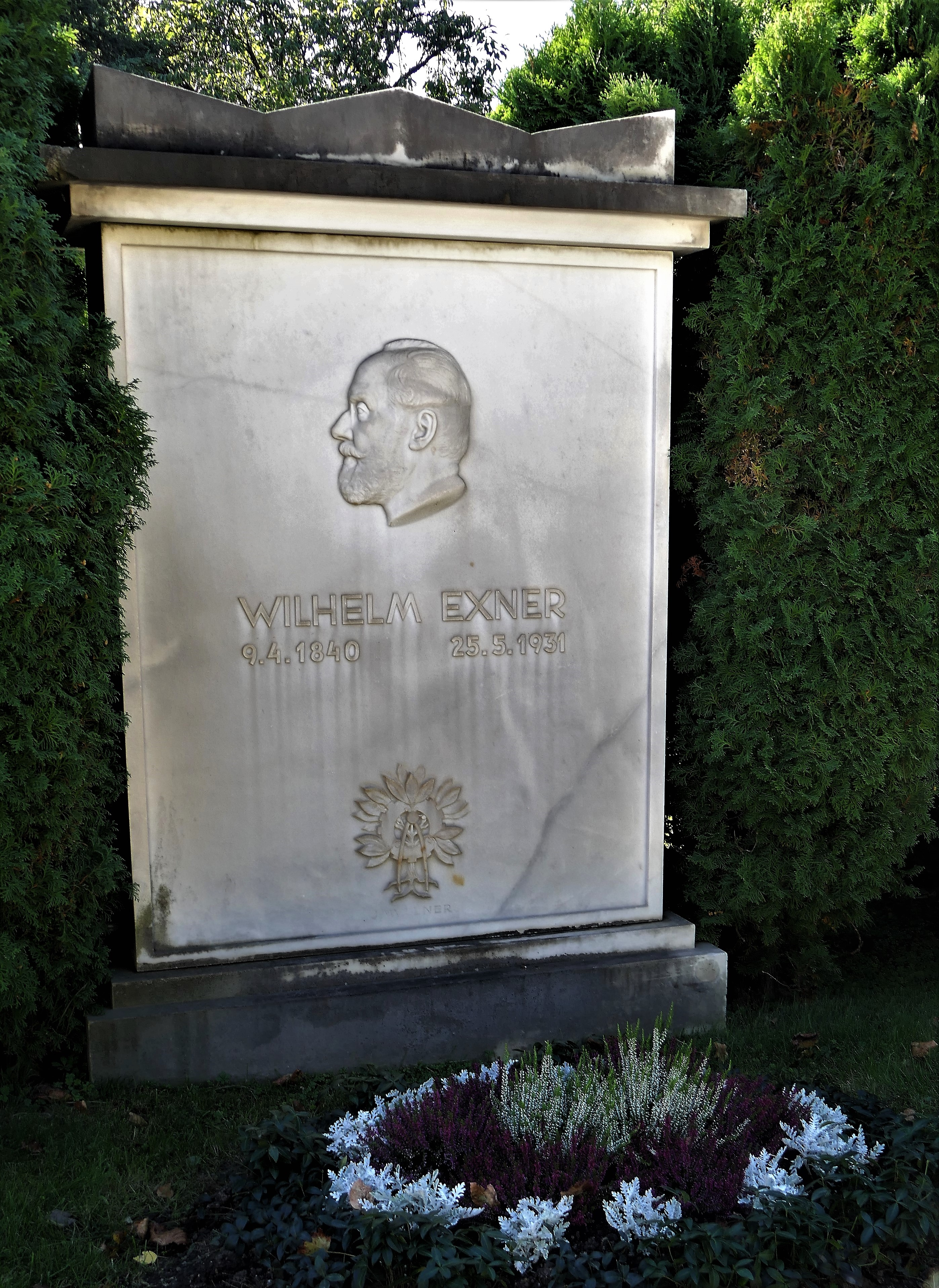
Grab von Wilhelm Exner

Wilhelm Franz Exner (* 9. April 1840 in Gänserndorf, Niederösterreich; † 25. Mai 1931 in Wien) war Ehrenpräsident des Österreichischen Gewerbevereins, Techniker und Forstwissenschaftler.

## Biografie
Exner war Sohn des Bahnhofsvorstands von Gänserndorf an der Kaiser-Ferdinands-Nordbahn, die Wien mit Mähren und Galizien verband und ein Jahr vor Wilhelm Exners Geburt den Betrieb aufnahm. Es handelte sich um die erste Eisenbahn Österreichs. Die Familie übersiedelte 1853 nach Wien. Er studierte am Polytechnischen Institut, war seit 1859 Mitglied der Burschenschaft Olympia sowie der Burschenschaft Olympia Wien und war 1862–1868 an der Landstraßer Oberrealschule als Mittelschullehrer tätig. 1868 wurde er Professor an der Forstakademie Mariabrunn, die er ab 1875 mit dem Auftrag, sie in die Wiener Hochschule für Bodenkultur einzugliedern, leitete; gleichzeitig wurde er zum ordentlichen Professor der allgemeinen mechanischen Technologie und des forstlichen Bau- und Maschineningenieurswesens berufen.
Er war Initiator und von 1879 bis 1904 erster Direktor des Technologischen Gewerbemuseums in Wien, einer höheren Lehr- und Versuchsanstalt. Bis 1910 war Exner Leiter des dem k.k. Handelsministerium unterstehenden, 1908 so benannten k.k. Gewerbeförderungsamtes, der ersten staatlichen Wirtschaftsförderungsstelle in Österreich.
1910 wurde er Leiter der Technischen Versuchsanstalt. 1908 war er an der Gründung des Technischen Museums für Industrie und Gewerbe in Wien maßgeblich beteiligt, das 1918 eröffnet wurde. Von 1917 bis 1931 leitete Exner den TÜV Österreich. 1925 wurde er zum Ehrenmitglied der Akademie der Wissenschaften ernannt. Kurz vor seinem Tod war er 1931 an der Gründung des Österreichischen Forschungsinstituts für Geschichte der Technik beteiligt.
Parallel zu seiner wissenschaftlich-technischen Arbeit war Exner in der Monarchie auch politisch tätig. 1882–1897 war er liberaler Reichsratsabgeordneter, 1905 wurde er vom Kaiser auf Lebensdauer zum Mitglied des Herrenhauses, das Oberhaus des Reichsrates, berufen.
Als Todesdatum von Exner ist im Web häufig irrtümlich der 29. Mai 1931 angeführt. Czeike gibt (übereinstimmend mit der amtlichen Wiener Zeitung vom 27. Mai) den 25. Mai an, die Neue Freie Presse vom 26. Mai berichtete, Exner sei in der Nacht auf den Pfingstsonntag, 24. Mai 1931, verstorben. Die Verstorbenensuche auf der Website der Friedhöfe Wien verzeichnet als Todestag den 25. und als Bestattungstag den 27. Mai 1931.
Von Karl Kraus wurde der Technologe als Sektionschef Wilhelm Exner im Drama Die letzten Tage der Menschheit literarisch verewigt.

## Ehrungen
Wilhelm Exner wurde von der Technischen Hochschule Wien, der Hochschule für Bodenkultur Wien und der Technischen Hochschule Zürich mit Ehrendoktoraten ausgezeichnet. Im Mai 1927 wurde er auf der Hauptversammlung des Vereins Deutscher Ingenieure (VDI) zum Ehrenmitglied gewählt. Der Österreichische Verband von Mitgliedern des VDI hatte ihn zuvor schon mit der Ehrenmitgliedschaft ausgezeichnet.
Der Österreichische Gewerbeverein verleiht seit 1921 über die Wilhelm-Exner-Stiftung die Wilhelm-Exner-Medaille für besondere wissenschaftliche Leistungen, die „die Wirtschaft unmittelbar oder mittelbar in hervorragender Weise gefördert haben. Insbesondere sind jene Leistungen zu würdigen, die im Bereich des unternehmerischen Mittelstandes von Bedeutung sind.“
Wilhelm Exner wurde auf dem Wiener Zentralfriedhof (Gruppe 14 C, Nummer 2) in einem ehrenhalber gewidmeten Grab bestattet (Ehrengräber).

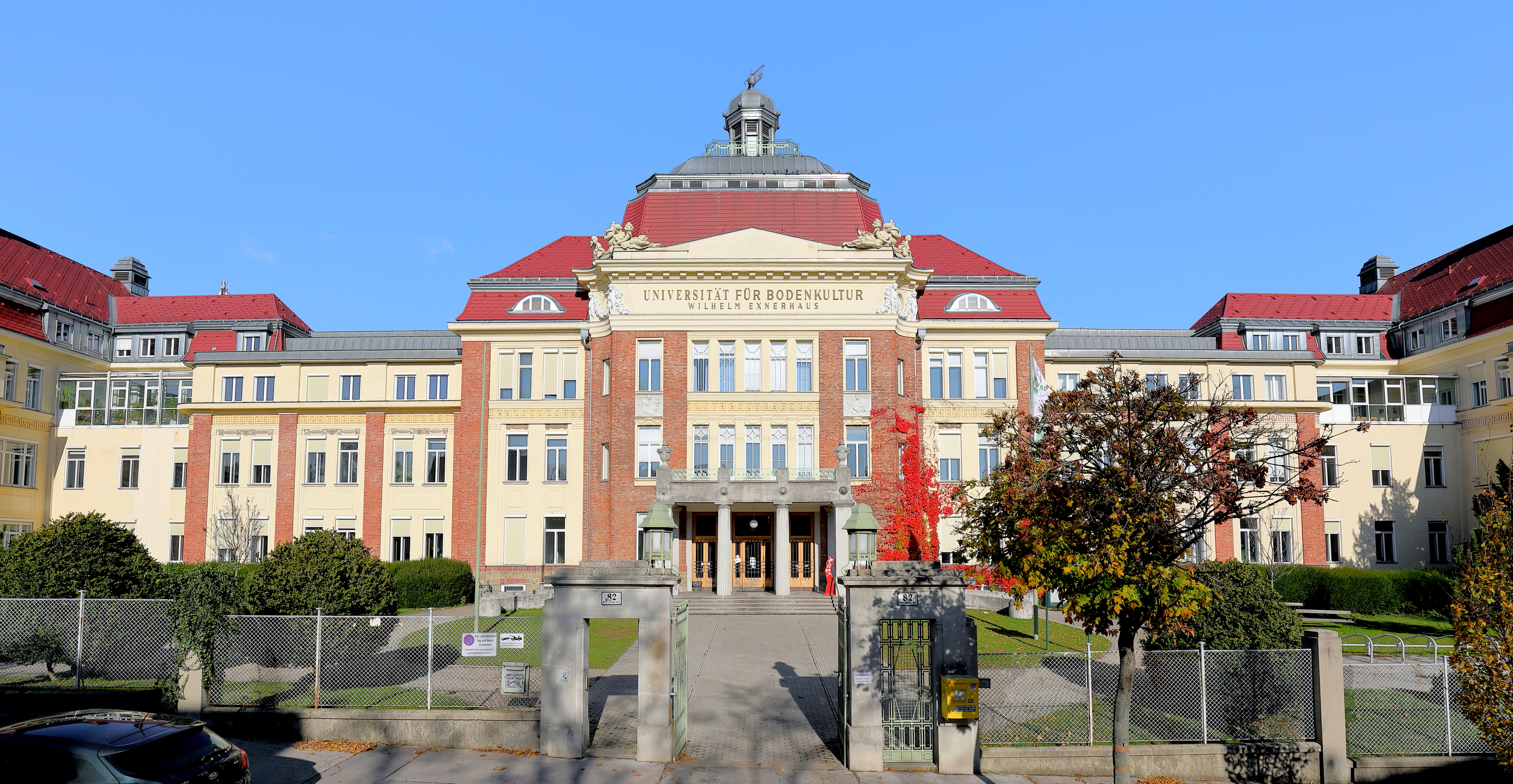
Das nach ihm benannte Wilhelm-Exner-Haus der Universität für Bodenkultur Wien.

Nach Wilhelm Exner sind weiters benannt:
- Die Wilhelm-Exner-Gasse im 9. Wiener Gemeindebezirk, 1930 zum 90. Geburtstag Exners benannt; sie verläuft an der Seitenfront des Gebäudes, in dem sich 1884–1987 das von ihm gegründete Technologische Gewerbemuseum befand, heute das Kulturzentrum WUK;
- das Wilhelm-Exner-Haus der Universität für Bodenkultur Wien, eröffnet 1960;
- in Exners Geburtsstadt Gänserndorf der Dr. Wilhelm Exner Platz;
- die Wilhelm-von-Exner-Straße in Salzburg;
- der Sitzungssaal des ehemaligen k.k. Gewerbeförderungsamtes (siehe oben) in Wien 9., Severingasse 9, steht als Wilhelm-Exner-Saal unter Denkmalschutz.[11]
- der Exnersaal des Technologischen Gewerbemuseums (TGM), welcher sich im zweiten Stock des Labortraktes befindet.[12]

## Schriften
- Das k.k. polytechnische Institut in Wien. Seine Gründung, seine Entwickelung und sein jetziger Zustand, Wien 1861
- Untersuchung der Eigenschaften des Papieres, Wien 1864
- Die Tapeten- und Buntpapier-Industrie, Weimar 1869
- als Bearbeiter: Beiträge zur Geschichte der Gewerbe und Erfindungen Österreichs von der Mitte des 18. Jahrhunderts bis zur Gegenwart. Weltausstellung 1873 in Wien
  - Band 1: Rohproduction und Industrie, Wien 1873
  - Band 2: Ingenieur-Wesen, wissenschaftliche und musikalische Instrumente, Unterricht, Wien 1873
- Mödlinger Lehrmittel-Ausstellung 1875. Studien über das Rothbuchenholz, Wien 1875
- Johann Beckmann, Begründer der technologischen Wissenschaft, Wien 1878 (Reprint Hoya 1989)
- Werkzeuge und Maschinen zur Holz-Bearbeitung, deren Construction, Behandlung und Leistungsfähigkeit, Ein Hand- und Lehrbuch für Holz-Industrielle, Maschinen-Ingenieure und Forstleute
  - Band 1: Handsägen und Sägemaschinen - descriptiver Theil, Weimar 1878
  - Band 2: Handsägen und Sägemaschinen - dynamischer Theil, Weimar 1881
  - Band 3: ausschliesslich der Sägen ; also der Aexte, Beile, Stech- und Stemmzeuge, Bohrer, Hobel und der hauptsächlichsten zur Bearbeitung des Holzes gebräuchlichen Maschinen, Weimar 1883
- als Redakteur: Die Hausindustrie Oesterreichs: Ein Kommentar zur hausindustriellen Abtheilung auf der Allgemeinen Land- und Forstwirtschaftlichen Ausstellung, Wien 1890, Wien 1890
- zusammen mit Georg Lauboeck: Das Biegen des Holzes. Ein für Möbel-, Wagen- und Schiffbauer, Böttcher etc. wichtiges Verfahren. Mit besonderer Rücksichtnahme auf die Thonet’sche Industrie, (3., neu bearbeitete und erweiterte Auflage.), Weimar 1893
- Die Weltausstellung in Paris 1900, Wien 1902
- Das k.k. Technologische Gewerbe-Museum in Wien im ersten Vierteljahrhundert seines Bestandes. 1879-1904. Denkschrift, Wien 1904
- Studien über die Verwaltung des Eisenbahnwesens mitteleuropäischer Staaten, Wien 1906
- Das Technische Museum für Industrie und Gewerbe in Wien, Wien 1908
- Lebensbilder führender österreichischer Polytechniker, Wien 1927
- als Herausgeber: 10 Jahre Wiederaufbau. Die staatliche, kulturelle und wirtschaftliche Entwicklung der Republik Österreich 1918-1928, Wien 1928
- Erlebnisse, Wien 1929